# Sindaci di Rescaldina
Di seguito l'elenco cronologico dei sindaci di Rescaldina e delle altre figure apicali equivalenti che si sono succedute nel corso della storia.

## Regno d'Italia (1861-1946)
| Periodo           | Periodo           | Primo cittadino        | Partito | Carica  | Note |
| ----------------- | ----------------- | ---------------------- | ------- | ------- | ---- |
| 14 gennaio 1870   | 17 gennaio 1873   | Annibale Costa         | ?       | Sindaco |      |
| 18 gennaio 1873   | 22 luglio 1875    | Ignazio Bossi          | ?       | Sindaco |      |
| 23 luglio 1875    | 17 ottobre 1884   | Pietro Pezzoni         | ?       | Sindaco |      |
| 18 ottobre 1884   | 28 febbraio 1890  | Enrico Pezzoni         | ?       | Sindaco |      |
| 1º marzo 1890     | 23 dicembre 1891  | Santino Piotti         | ?       | Sindaco |      |
| 24 dicembre 1891  | 8 aprile 1896     | Enrico Pezzoni         | ?       | Sindaco |      |
| 9 aprile 1896     | 7 aprile 1906     | Giacomo Mozzoni        | ?       | Sindaco |      |
| 8 aprile 1906     | 11 luglio 1914    | Angelo Sormani         | ?       | Sindaco |      |
| 12 luglio 1914    | 5 ottobre 1918    | Giulio Nuscoli Clerici | ?       | Sindaco |      |
| 6 ottobre 1918    | 15 febbraio 1919  | Enrico Pezzoni         | ?       | Sindaco |      |
| 16 febbraio 1919  | 25 settembre 1920 | Giulio Mozzoni         | ?       | Sindaco |      |
| 26 settembre 1920 | 30 settembre 1922 | Angelo Sormani         | ?       | Sindaco |      |
| 1º ottobre 1922   | 7 luglio 1926     | Alessandro Ottolini    | ?       | Sindaco |      |
| 8 luglio 1926     | 29 aprile 1945    | Felice Bassetti        | ?       | Sindaco |      |
| 30 aprile 1945    | 17 aprile 1946    | Marco Casati           | ?       | Sindaco |      |

## Repubblica Italiana (dal 1946)

### Sindaci eletti dal consiglio comunale
| Periodo          | Periodo          | Primo cittadino      | Partito | Carica  | Note  |
| ---------------- | ---------------- | -------------------- | ------- | ------- | ----- |
| 18 aprile 1946   | 13 giugno 1951   | Pietro Turconi       | ?       | Sindaco |       |
| 14 giugno 1951   | 28 ottobre 1961  | Gian Sandro Bassetti | ?       | Sindaco | [ 1 ] |
| 29 ottobre 1961  | 17 dicembre 1964 | Carlo Raimondi       | ?       | Sindaco |       |
| 18 dicembre 1964 | 31 gennaio 1969  | Ugo Marchesi         | ?       | Sindaco |       |
| 1º febbraio 1969 | 1975             | Attilio Turconi      | ?       | Sindaco |       |
| 1975             | 1982             | Gasparino De Servi   | PSI     | Sindaco |       |
| 1982             | 1993             | Mario Rossetti       | PSI     | Sindaco |       |
| 1993             | 1995             | Claudio Turconi      | PRI     | Sindaco |       |

### Sindaci eletti direttamente dai cittadini
| Periodo        | Periodo        | Primo cittadino           | Partito                            | Carica  | Note              |
| -------------- | -------------- | ------------------------- | ---------------------------------- | ------- | ----------------- |
| 24 aprile 1995 | 12 giugno 1999 | Massimo Ambrogio Gasparri | Vivere Rescaldina (Centrosinistra) | Sindaco | [ 2 ]             |
| 13 giugno 1999 | 7 giugno 2009  | Donato Raimondi           | Lista civica                       | Sindaco | [ 3 ]             |
| 8 giugno 2009  | 25 maggio 2014 | Paolo Magistrali          | Centrodestra                       | Sindaco | [ 4 ]             |
| 26 maggio 2014 | 26 maggio 2019 | Michele Cattaneo          | Vivere Rescaldina (Centrosinistra) | Sindaco | [ 5 ]             |
| 27 maggio 2019 | in carica      | Gilles André Ielo         | Vivere Rescaldina (Centrosinistra) | Sindaco | [ 6 ] [ 7 ] [ 8 ] |